# Kościół Wniebowzięcia Najświętszej Maryi Panny w Adamowiczach
Kościół Wniebowzięcia Najświętszej Maryi Panny w Adamowiczach – kościół katolicki w dekanacie Sopoćkinie, w diecezji grodzieńskiej.
Data powstania parafii w Adamowiczach nie jest znana, w 1799 powstał projekt jej utworzenia i oddania pod opiekę Dominikanom z Klimówki. Równocześnie król pruski polecił, aby objęła ona swoim zasięgiem część wsi wchodzących wcześniej w skład parafii w Odelsku, Kuźnicy i Sokółce. Nową parafię erygował biskup Jan Klemens Gołaszewski, w 1800 dzięki staraniom ks. Świerzyńskiego zbudowano pierwszy kościół pw. Wniebowzięcia Najświętszej Maryi Panny. Powstał on z drewna niskiej jakości, dach pokryty był gontem, na nim znajdowała się niewielka kopuła z żelaznym krzyżem na wierzchołku. W środku umieszczono małą sygnaturkę, od frontu dobudowano niewielką kruchtę. Ołtarz główny zawierał tabernakulum z polichromowanego drewna oraz obraz przedstawiający Wniebowstąpienie Najświętszej Maryi Panny, po jego bokach znajdowały się obrazy św. Anny i św. Kazimierza. Symetrycznie rozmieszczono dwa ołtarze boczne, po lewej stronie zawierał obraz Matki Bożej Różańcowej, a po prawej Pana Jezusa Ukrzyżowanego. 30 czerwca 1818 została erygowana diecezja sejneńska, w jej skład weszła m.in. parafia w Adamowiczach. W 1824 przeprowadzono remont dachu, gonty zamieniono na dachówkę, która nie została obrzucona wapnem, więc przepuszczała do środka wodę doprowadzając do zniszczenia budynku i jego zamknięcia. Z inicjatywy nowego proboszcza Sebastiana Baniewicza rozebrano stary kościół, a 27 lipca 1854 wmurowano kamień węgielny pod nowy budynek. Powstał on z funduszy państwowych, datków parafian oraz środków zgromadzenia Klarysek z fundacji wileńskiej, które sprowadziły do Adamowiczów obraz Matki Bożej Różańcowej. W 1855 zakończono prace budowlane, powstał murowany budynek w stylu klasycystycznym, otynkowany i kryty dachówką. Posiadał dwie wieże, większą i mniejszą, ceglane i otynkowane. Wewnątrz znajdowały się trzy ołtarze, główny i dwa boczne. Ołtarz główny tzw. wielki posiadał dwie kondygnacje, na pierwszej znajdował się obraz Matki Bożej z Dzieciątkiem oraz figury św. Józefa Oblubieńca i św. Jana od Krzyża, ponadto umieszczono tam cztery białe kolumny zakończone pozłacanymi kapitelami, na których znajdował się pozłacany gzyms. Druga kondygnacja posiadała gzyms i dwie boczne płaskie kolumny w tym samym kolorze, pośrodku umieszczone było okno z figurą Jezusa Ukrzyżowanego, a po jego bokach dwie figury świętych i dwa anioły. Obok ołtarza stała drewniana mensa na kamiennym podeście, a pośrodku tabernakulum. W prawym bocznym ołtarzu znajdował się obraz św. Tekli, a nad nim św. Jerzego, natomiast w ołtarzu lewym nad obrazem Matki Bożej Różańcowej umieszczono obraz z wizerunkiem św. Antoniego. W 1925 parafię przeniesiono z diecezji sejneńskiej do nowo powstałej diecezji łomżyńskiej. Podczas II wojny światowej kościół został uszkodzony, uszkodzona została wieża, organy i chór. Po aresztowaniu i uwięzieniu ks. proboszcza Kazimierza Orłowskiego w 1950 przez sześć lat nie odprawiano nabożeństw, w późniejszych latach władze utrudniały działanie parafii, ale kościół nie został zamknięty.
Obecnie w ołtarzu głównym znajduje się obraz Matki Bożej z Dzieciątkiem, a nad nim św. Anny. W prawym bocznym ołtarzu nadal znajduje się obraz św. Tekli, a nad nim św. Jerzego, zaś w ołtarzu bocznym lewym obraz św. Franciszka z Asyżu, a nad nim św. Alojzego Gonzagi oraz figurę św. Tekli. W 1991 ustawiono marmurowy ołtarz posoborowy, w tym samym roku parafię przyłączono do nowo powstałej diecezji grodzieńskiej. W 1994 kościół przeszedł gruntowny remont.